# アディンクラ
アディンクラ（アカン語: adinkra）あるいはアディンクラクロスとは、ガーナのアカン人により用いられる紋様付きの布のことである。本記事ではアディンクラ・シンボルとして知られる布の紋様についても触れる。

## 工程
伝統的には専ら男性の手で大きな布にウリ科植物製のスタンプを捺すことにより作られてきた。スタンプの材質はトネリコやツゲ、イチジク、ナシなどといった堅い木である場合もある。スタンプの紋様は同じ種類のものを反復し、規則的なパターンとなる様に印刷される。布地は通例白や暗めのオリーブ色である。なお、現在では女性がアディンクラを用いて服を製作する場合もある。

## 歴史
アカン族は16世紀頃より織物を製作する技術を有していたといわれる。アディンクラの技術は19世紀まではアカン人の一派であるジャーマン族（Gyaaman）が独占しており、その王家の者や宗教指導者が葬式など特定の儀式の際に着用していた。現在でもアディンクラクロスは同じくガーナの伝統織物であるケンテと比べると喪服としての使用が好まれる傾向にある。ところがこの技術はやがてアカン人の別の一派であるアシャンティ族（Ashanti; アサンテ族 Asante とも）の手に渡ることとなり、アシャンティ族は自らの文化に即した紋様の種類を増やした上衣服のみならず陶器にも意匠をあしらうようにする等模様の用途を拡大した。現在、伝統的な技術はクマシの北に位置するントンソ村で継承されている。現代では機械印刷によるものも存在する。

## アディンクラ・シンボル

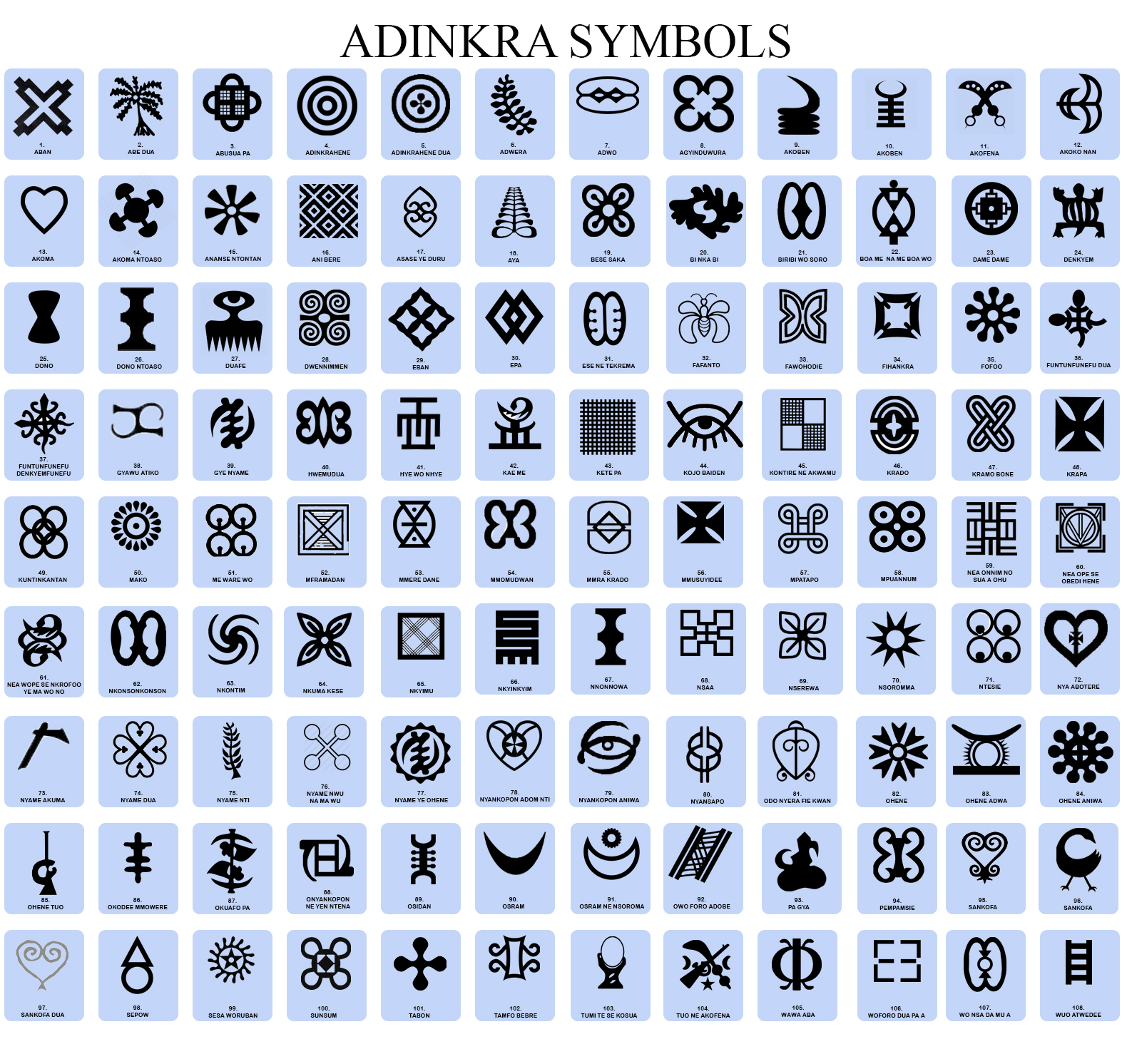
様々なアディンクラ・シンボル

アディンクラに印刷される紋様にはアカン語（チュイ語）のことわざやそれに類する寓意が込められている。アカン語はラテン文字が導入されるまで文字を持たない言語であったため、このような服の模様に見られるシンボルや語り部の活動が人々の行動規範等を伝える手段となっていた。最もよく見られるアディンクラ・シンボルはジェ・ニャメ Gye Nyame（意味は「神以外」、含意は〈神が最も偉大であること〉）であり、ケープ・コースト大学の校章にも組み込まれている。現代では校章の他、企業のロゴやキーホルダーなど更に多種多様な使用法が見られる。